# Pokrowska-Kirche (Malyn)

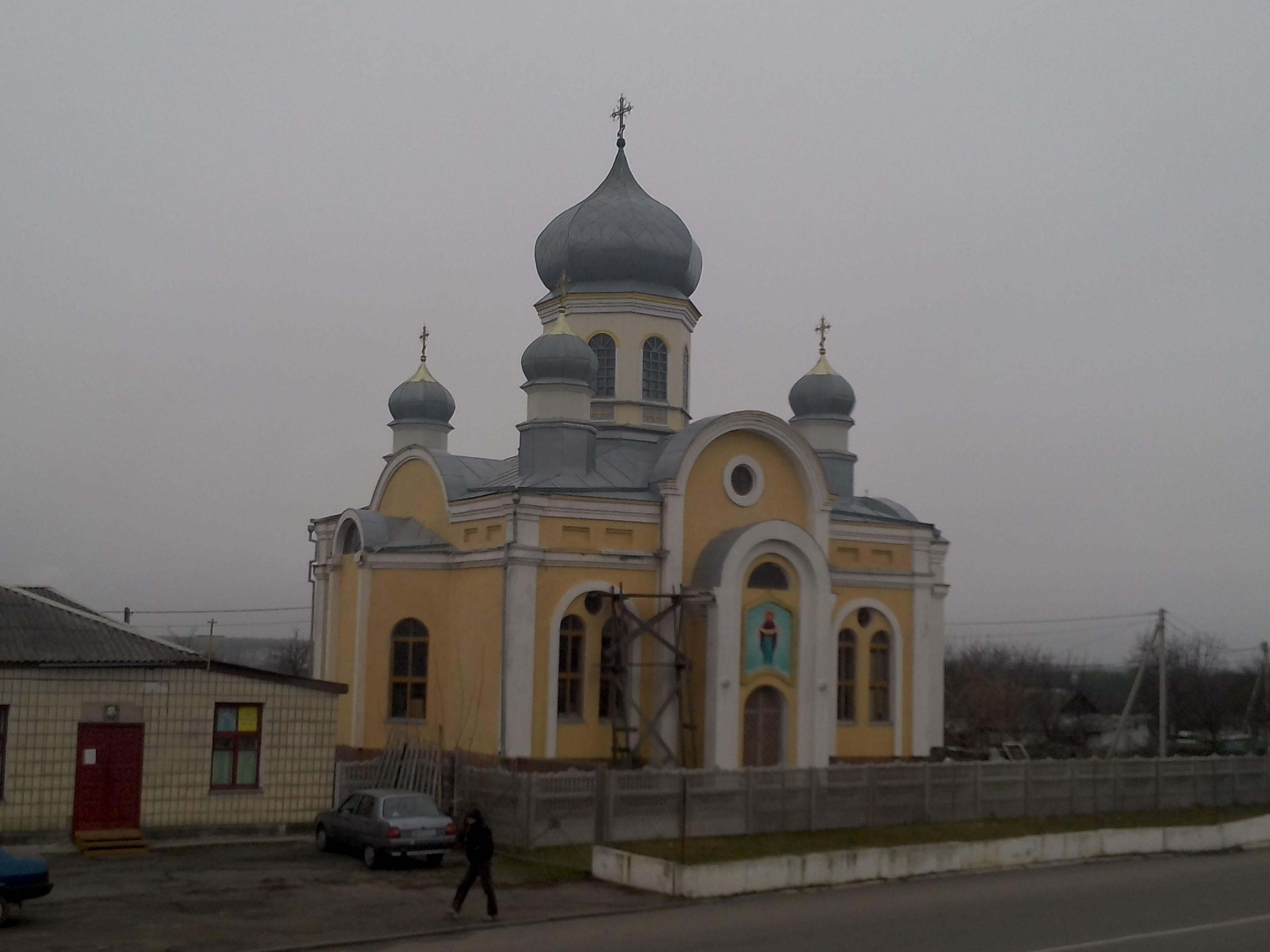
Fürbitt-Kirche in Malyn

Die Pokrowska-Kirche (ukrainisch Свято-Покровська церква) ist ein Gotteshaus in der ukrainischen Stadt Malyn. Nach einem russischen Luftangriff am 6. März 2022 gilt sie als schwer beschädigt.

## Geschichte
In Malyn gibt es eine Tradition der russisch-orthodoxen Diasporakirche, die in den 1930er Jahren begann. Eine orthodoxe Kirche bestand schon Ende des 19. Jahrhunderts. Die Pfarrei wurde im Jahr 1992 innerhalb der ukrainisch-orthodoxen Kirche Moskauer Patriarchats (UOK-MP, ukrainisch УПЦ МП) in Malyn gegründet. Diese traf zunächst auch die Entscheidungen und gliederte sie 1993 in die Diözese Owrutsch-Korosten ein. Anfangs fanden die Gottesdienste in einem Zelt statt. Im Jahr 1999 bewilligte der Stadtrat den Verkauf eines Grundstücks zum Bau einer Kirche sowie eines Wohnhauses für den Priester am Kathedralenplatz (ukrainisch Соборна площа). Kurz darauf entschied die Gemeinde den Wechsel in die Russisch-Orthodoxe Auslandskirche (ROKA), was am 14. März 2002 bestätigt wurde, womit die Gemeinde in die Eparchie von Odessa der ROKA wechselte. Der Kirchneubau wurde im Jahr 2004 begonnen.
Die Kirche war seitdem umstritten, da Priester des Moskauer Patriarchats immer wieder versuchten, das Kirchengelände oder auch Eigentum der Kirche zu beschlagnahmen. Kirchenrechtlich gehörte sie zu diesem Zeitpunkt zur ROKA, so dass die Vertreter des Moskauer Patriarchats keine rechtliche Grundlage besaßen. Der Konflikt verstärkte sich, nachdem sich der Metropolit Agafangel/Agathangelos von Odessa im Jahr 2006 von der ROKA lossagte, da diese die Wiedervereinigung mit der russisch-orthodoxen Kirche forcierte. Der Metropolit von Odessa gründete 2008 die Russische Orthodoxe Kirche im Ausland (Agathangelos) (ROKA-A). Dadurch gelang es zunehmend, die Übergriffe abzuwehren, die von politischen Forderungen über Vorladungen und Besetzungsversuchen bis hin zu Angriffen auf den Priester Vasyl Demchenko reichten.
Im Jahr 2013 verschärfte sich der Konflikt dahingehend, dass die UOK-MP erneut Ansprüche auf das Kirchengebäude anmeldete. Dem Priester Vasyl Demchenko wurde damit gedroht, dass er persönlich für Angriffe und Unruhen verantwortlich gemacht werde, da er den religiösen Frieden gefährde und seine Übernahme der Kirche nicht rechtskräftig sei. Als es daraufhin zu einer Besetzung der Kirche kam, weigerte sich die örtliche Polizei, helfend einzugreifen, da sie zu viele andere Aufgaben bewältigen müsse. Auch andere Stellen verweigerten der Gemeinde Hilfe, was in einem offenen Brief an Serhij Kljujew beklagt wurde.
Die ukrainische Regierung unter Wiktor Janukowytsch bzw. ihre regionalen Vertreter sahen die Vorgänge jedoch anders, da es formale Fehler beim Übergang an die ROKA gegeben habe und der Übergang am 11. März 2004 aufgehoben worden sei. Somit sah die prorussische Regierung die Kirche als Teil der russisch-orthodoxen Kirche und nicht der ROKA oder ROKA-A an. Dies bestätige auch eine Registrierung als juristische Person aus dem Jahr 2010. Die Stadt versuchte den Konflikt gerichtlich klären zu lassen, was die Gemeinde aber zunächst verweigerte. Das Moskauer Patriarchat behauptete daraufhin, Vasyl Demchenko sei durch den Metropoliten von Owrutsch-Korosten wegen unmoralischen Verhaltens ausgeschlossen worden und nur deshalb in die ROKA gewechselt. Allerdings hatte es in keiner gerichtlichen Instanz Erfolg mit seiner Auslegung, da die Gemeinde den Wechsel beschlossen hatte.
Im Dezember 2014 – während des russisch-ukrainischen Krieges im Osten des Landes und kurz vor dem Minsk-II-Abkommen – kam es zu einem besonders schweren Zwischenfall, bei dem das Haus des Priesters Vasyl Demchenko niedergebrannt wurde. Dieser erlitt einen Schlaganfall und musste in die Intensivstation gebracht werden, was die Angreifer nutzten, um das Kirchengelände zu besetzen. Da die Gemeindemitglieder und Einwohner Malyns keine Hilfe von den Strafverfolgungsbehörden erwarteten, die man seit Jahren über die Angriffe informiert hatte, wandten sie sich an die rechtsextreme UNA-UNSO. Zusammen mit dieser eroberten sie die Kirche zurück und bewachten sie fortan und wehrten am 18. Januar 2015 einen weiteren Angriff ab. Am 19. Januar 2015 starb der Priester Vasyl Demchenko. Obwohl er von den Anhängern der UOK-MP als der Hauptgrund der Streitigkeiten angesehen wurde, kam es zunächst zu keiner Versöhnung der gespaltenen Gemeinde. Die Kirche verblieb bei der ROKA-A, da deren Gemeinde sie erbaut hatte.
Im Rahmen des russischen Angriffs auf die Ukraine wurde das Stadtzentrum von Malyn am 6. März 2022 bombardiert. Die Kirche wurde dabei schwer beschädigt. Unter anderem wurden alle Fenster zerstört, aber auch Wände und Kuppeln in Mitleidenschaft gezogen. Die Kirche galt als eines der Wahrzeichen der Stadt.